# 雲浮市
雲浮市（うんふ-し）は中華人民共和国広東省に位置する地級市。

## 地理
広東省の中西部、西江中流以南に位置している。東は肇慶市、仏山市、江門市と、南は陽江市、茂名市、西は広西チワン族自治区梧州市と、北は肇慶市と接している。
亜熱帯気候に属する雲浮市は年間平均気温21.6℃、平均降水量1,518mmと温暖かつ豊富な雨量に恵まれた地域である。

## 歴史
唐代の742年（天宝元年）に雲浮郡が設置されが、間もなく放棄された。明代の1577年（万暦5年）に東安県が設置され、清末まで東安の地名が使用された。
中華民国が成立すると、東安の名前は湖南省東安県に似ているため、混乱を避けるために、はるか昔、かつて存在した雲浮の地名を採用した。1914年に東安県が雲浮県と改称され、中華人民共和国成立後の1958年11月に隣接する新興県と合併し新雲県が成立した。その後新興県と改称されたが1961年4月に雲浮県が再度復活している。1992年、9月に雲浮市に昇格し県級市よなり、更に1994年4月5日、地級市に昇格し現在に至っている。

## 言語
漢族以外にも瑶族、壮族、侗族などの少数民族が居住し、長い歴史の中で相互に影響しあうことで豊富な言語が使用されている。主な言語としては雲浮白話、客家語、閩南語と古語をあげられる。
浮雲白話は広東語の一方言であり、市内で最も話者の多い言語である。また古語とは羅定地方の方言であり、囲底、素龍、太平、羅平、華石、羅鏡、分界、苹塘、双東などで使用されている。

## 行政区画
2市轄区・1県級市・2県を管轄する。
- 市轄区:
  - 雲城区・雲安区
- 県級市:
  - 羅定市
- 県:
  - 新興県・鬱南県

| 雲浮市の地図                       |
| ---------------------------------- |
| 雲城区 雲安区 新興県 鬱南県 羅定市 |

### 年表
この節の出典
- 1994年4月5日 - 広東省肇慶市雲浮市が地級市の雲浮市に昇格。雲城区を設置。(1区1市2県)
  - 肇慶市羅定市・新興県・鬱南県を編入。
- 1996年1月9日 - 雲城区の一部が分立し、雲安県が発足。(1区1市3県)
- 2014年9月9日 (2区1市2県)
  - 雲安県・雲城区の各一部が合併し、雲安区が発足。
  - 雲安県の残部が雲城区に編入。

## 交通
空港
- 羅定空港

鉄道
- 南広線

道路
- 広梧高速道路